# Симонов, Василий Львович
Васи́лий Льво́вич Си́монов (5 [17] марта 1879, Майкоп — 30 января 1960, Ленинград) — русский и советский скульптор, представитель петербургского академизма, один из основных ленинградских ваятелей сталинского соцреализма, педагог; мастер станковой и монументальной пластики, участник плана монументальной пропаганды, автор воссоздания петергофского «Самсона». Заслуженный деятель искусств РСФСР (1948). Член ВКП(б) — КПСС (с 1943).

## Биография
Уроженец Майкопа; сын уездного воинского начальника, генерал-майора (1895) Льва Васильевича Симонова (1839–после 1915). Первоначальное образование получил в Воронежском Михайловском кадетском корпусе, который закончил в 1896 году. Рано проявив художественные наклонности, Василий Симонов в 1899 году поступил в скульптурную мастерскую Высшего художественного училища при Академии художеств в Санкт-Петербурге, где его основными его наставниками были Гуго Залеман и Владимир Беклемишев; по собственным свидетельствам, из двух мастеров Симонов отдавал предпочтение Залеману. За время обучения показал себя способным студентом, неоднократно удостаивался премий и похвал за этюды и эскизы; в октябре 1908 года за скульптуру «Борцы» (не сохранилась, известна по фотографии) получил звание художника, а в 1909-м был отправлен на три года в пенсионерскую поездку за границу, в ходе которой изучал памятники искусства Франции, Германии и Италии. По возвращении в Россию Симонов работал формовщиком в частной литейной мастерской, занимался творческой работой и принимает участие в конкурсах на создание памятников и монументов. В 1913 году, получив 1-ю премию на конкурсе эскизов памятника Минину и Пожарскому для Нижнего Новгорода, Симонов переехал туда для работ по осуществлению монумента, но в итоге оставил её в связи во время Первой мировой войны.
В ходе революции 1917 года Симонов активно участвовал в учреждении и деятельности петроградского «Союза скульпторов-художников», впоследствии влившегося в «Союз деятелей искусств»; после Октябрьского переворота, как член вышеназванного союза, сопротивлялся решениям нового правительства по упразднению Академии художеств и преобразованию Высшего художественного училища, но довольно скоро включился в осуществление плана монументальной пропаганды. В 1922 году был назначен ректором ВХУТЕМАС — ВХУТЕИН в Петрограде — Ленинграде, сменив на посту архитектора Андрея Белогруда; под руководством скульптора к ВХУТЕИН были присоединены Государственные художественно-промышленные мастерские (бывшее Училище технического рисования), была налажена работа факультетов. В 1926 году, оставив ректорскую должность во ВХУТЕИН, продолжал работать профессором кафедры скульптуры.
В 1930-х годах и начале 1940-х, оставив преподавание, Симонов обращается к работе над монументами по сюжетам сражений Гражданской и советско-финляндской войн. В 1941 году, с началом Великой Отечественной войны, был эвакуирован в Ташкент, где, несмотря на болезнь, возглавил военно-шефскую работу художников и активно участвовал в выставочной деятельности. Симонов был, в частности, инициатором устройства в Ташкенте в 1942 году выставки художников Средней Азии, имевшей значительный успех, а затем участвовал в организации в Ташкенте художественного училища и его скульптурного факультета.
В 1946–1947 годах, по возвращении в Ленинград, Симонов участвовал в восстановлении фонтанной скульптуры Петергофа; в частности им, вместе с помощником Николаем Михайловым, была заново исполнена бронзовая группа для фонтана «Самсон» по оригиналу — скульптуре Михаила Козловского, увезенной немцами в военные годы. С 1947 года и до конца жизни Симонов возглавлял отделение архитектурно-декоративной скульптуры ленинградского Высшего художественно-промышленного училища.
Похоронен на Богословском кладбище (уч. 71, Петрокрепостная дорожка); надгробие — чугунная скульптура работы Валентина Козенюка по проекту Симонова, изображающая обнаженного юношу на невысоком постаменте — создано в 1965 году.

## Известные работы
Монументальные и станковые скульптурные композиции:
- «За власть Советов!» (1932—1934 гг.),
- «Сталевары» (1937),
- «Фархад» (1949)[2]
- и др.

В 1947 году воссоздал погибшую во время войны статую «Самсона» для главного фонтана дворцово-паркового ансамбля «Петергоф» в Петродворце.

## Публикации
Василий Львович — автор книги «Скульптор о своей работе» (М., 1949), а также статей по изобразительному искусству.